# Annie Fratellini
Annie Violette Fratellini, née le 14 novembre 1932 à Alger et morte le 1er juillet 1997 à Neuilly-sur-Seine, est une clown, multi-instrumentiste, actrice et chanteuse française.

## Biographie
Annie Fratellini est née en 1932 à Alger, de la liaison entre Victor Fratellini (Paris, 11 mai 1901 – 8 octobre 1978), clown et trapéziste alors en engagement dans cette ville, et Suzanne Gervais (Nogent-le-Roi, 25 avril 1913 – Saint-Maur-des-Fossés, 8 décembre 1999). Par son père, elle est la petite-fille de Paul Fratellini et, par sa mère, de Gaston Rousseau, dernier directeur du « Cirque de Paris » qui se trouvait près des Invalides et fut détruit le 15 janvier 1932.
Elle commence sa carrière en 1948 au cirque Medrano, où ses oncles lui apprennent la musique et l'acrobatie. Elle est la première femme à jouer le clown Auguste et l'une des rares à jouer du concertina. Elle devient chanteuse, faisant ses débuts à l'Olympia en 1956. Puis elle est actrice, avec des réalisateurs tels que Louis Malle, René Clair (Tout l'or du monde, 1961), ou Fellini .
Elle épouse en premières noces le musicien Philippe Brun, puis le cinéaste Pierre Granier-Deferre dont elle a une fille Valérie en 1960, et prend alors le chemin de la chanson, du jazz et du cinéma.
En 1969, elle se remarie avec Pierre Étaix qui, amoureux fou du cirque, lui permet de renouer avec son milieu d'origine. Ils forment ensemble un duo clownesque en 1971, lui en clown blanc, elle en Auguste, puis elle forme un duo de clowns avec sa fille Valérie.
En 1974, Annie Fratellini et Pierre Étaix créent l'École nationale du Cirque,,. D'abord installée dans une Maison de jeunes de Paris dans le 14e arrondissement, puis sous un chapiteau à la Porte de la Villette, l'école est « destinée à tout le monde », dans le cadre d'« une démarche réellement novatrice » : 
« Je pense que si j’ai créé l’École du cirque, c’est parce que je m’appelais Fratellini. Sur les quarante-cinq personnes que compte la famille, il devait un jour se lever quelqu’un qui dise : Moi aussi, je vais transmettre. Mon père m’emmenait presque chaque jeudi à Médrano. Il répétait : Quel dommage que tu ne sois pas un garçon, tu pourrais être un clown. ».
En 1989, Annie Fratellini publie ses mémoires Destin de clown.
Du 16 au 19 mai 1995, elle participe à la série de Nuits magnétiques, L'Envol, produite par Catherine Soullard sur France-Culture.
Elle meurt d'un cancer le 1er juillet 1997 et est inhumée au cimetière de Montmartre (division 24) à Paris. Elle laisse son nom à une rue de La Plaine Saint-Denis, au square des Acrobates qui la longe, à une maison de quartier de Montreuil, à une bibliothèque municipale, une école et une ludothèque à Angers, à un centre d'animation et centre social de la Ville de Paris (12e arrondissement), à une école primaire de Vernouillet et, depuis le 2 septembre 2019, à une station de la ligne E du tramway de Grenoble.
En 2003, l'École nationale du Cirque devient l'Académie Fratellini.

## Filmographie
- 1957 : Rascel-Fifì de Guido Leoni
- 1958 : Miss Pigalle de Maurice Cam : la chanteuse
- 1958 : Et ta sœur de Maurice Delbez : Jeannette
- 1960 : Zazie dans le métro de Louis Malle : Mado
- 1961 : Tout l'or du monde de René Clair : Rose
- 1964 : Le Pas de trois d’Alain Bornet : la servante du duc
- 1965 : La Métamorphose des cloportes de Pierre Granier-Deferre : Léone
- 1969 : Le Grand Amour de Pierre Étaix : Florence
- 1971 : Les Clowns de Federico Fellini : elle-même
- 1990 : Henry et June de Philip Kaufman : la patronne de la maison close

## Théâtre
- 1954 : La Roulotte de Michel Duran, mise en scène Alfred Pasquali, théâtre Michel

## Discographie partielle
- 1996 : CD Annie Fratellini - Jean Wiener inédit illustré par Pierre Étaix - Édité en juillet 1996, réalisé et distribué par l'association Les Arts à la rencontre du cirque, devenu Le Sirque, à l'occasion du 10e anniversaire de la venue de l'École du cirque Annie-Fratellini à Nexon et du centenaire de la naissance de Jean Wiener – pianiste, auteur et compositeur.

### Compilation
- 2004 : Le Meilleur de Annie Fratellini - 2 CD Capitol Music / Disques Pathé - EMI Music 8211062-4 - Track listing :

Disque 11. J'ai ta main - 2. Paris souvenirs - 3. Le Gars de Rochechouart - 4. J'aimerais tellement - 5. Why do I love you - 6. Ça c'est l'amour - 7. Attention à la femme - 8. Celui que j'aime - 9. C'est merveilleux l'amour - 10. Quand tu viens chez moi mon cœur - 11. It had to be you - 12. Pleure - 13. Le Petit môme - 14. Tu t'fous de moi - 15. Les Amants d'Ménilmontant - 16. Puisque tu dors - 17. C'est beau ça - 18. Coquelicot polka - 19. La Morte saison - 20. Mon amour - 21. Des fleurs…madame - 22. Tu m'as tapé dans l'œil
Disque 21. Ronde, ronde, ronde - 2. Que m'est-il arrivé ? - 3. Rose - 4. Qu'on est bien - 5. Avec les anges - 6. C'est mon gigolo - 7. En douce - 8. Mon homme - 9. Une chanson américaine - 10. Les Amoureux sans logis - 11. Ja da - 12. Tambour battant - 13. Doucement, tendrement - 14. Je ne t'attendais plus - 15. Je ne chante que l'amour - 16. Jardin de Montsouris - 17. Chem cheminée - 18. La Vérité mon ami - 19. Ces merveilleux fous volants - 20. Un fil sous les pattes

## Publication
- Annie Fratellini, Destin de clown, Lyon, La Manufacture, 1989 (ISBN 978-2-7377-0145-0)